# Fontaines (Doix-lès-Fontaines)
Fontaines è un comune francese soppresso del dipartimento della Vandea nella regione dei Paesi della Loira. Dal 1º gennaio 2016 si è fuso con il comune di Doix per formare il nuovo comune di Doix-lès-Fontaines di cui è divenuto comune delegato.

## Società

### Evoluzione demografica
Abitanti censiti